# Сериновые протеазы

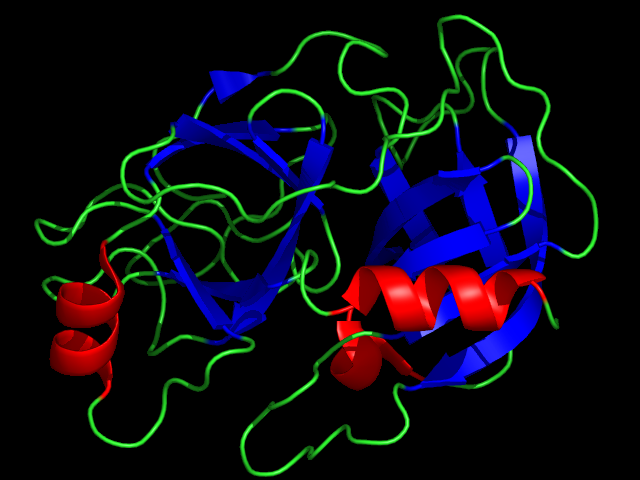
Трипсин — типичная сериновая протеаза

Сериновые протеазы, также сериновые эндопептидазы (КФ 3.4.21) — группа ферментов, катализирующих процесс деградации (протеолиз) белков на составляющие их молекулы α-аминокислот посредством гидролиза пептидной связи. Основное отличие от других протеаз — наличие в своём активном центре аминокислоты серина.
Сериновые протеазы содержатся как в многоклеточных, так и в одноклеточных организмах, они есть как у эукариот, так и у прокариот. Их подразделяют на кланы по особенностям структуры, а кланы в свою очередь делятся на семейства, члены которых имеют схожие последовательности.
Некоторые ингибиторы сериновых эндопептидаз (к примеру, Нарлапревир) имеют клиническое значение, так как обладают способностью подавлять репликацию вирусов.